# Montes de Leão
Os montes de Leão (em castelhano: montes de León) são uma cordilheira no noroeste da Espanha que se estende desde o noroeste da província de Zamora até à comarca de El Bierzo, na província de Leão. Praticamente todo o conjunto está em território da comunidade autónoma de Castela e Leão, mas a sua extremidade ocidental entra ligeiramente na província de Ourense, na Galiza.[carece de fontes?]
Faz parte do maciço galaico-leonês e o seu cume mais alto é o Teleno, que se ergue a 2 188 m de altitude. Outras montanhas mais destacadas são a Cabeza de la Yegua (2 142 m), a Pena Trevinca (2 127 m), o Fonteirín (2 123 m) e o Vizcodillo (2 121 m).[carece de fontes?] As suas serras mais importantes são os montes Aquilanos, serra Segundeira, serra da Cabrera, serra da Culebra, serra Gamoneda, serra do Teleno e o maciço de Pena Trevinca.
| Nome               | Altitude (m) | Município(s)                            | Província              |
| ------------------ | ------------ | --------------------------------------- | ---------------------- |
| Teleno             | 2 188        | entre Lucillo e Truchas                 | Leão                   |
| Cabeza de la Yegua | 2 142        | Castrillo de Cabrera                    | Leão                   |
| Pena Trevinca      | 2 127        | entre Porto de Sanábria e a Galiza      | Zamora, Leão e Ourense |
| Fonteirín          | 2 123        | Castrillo de Cabrera                    | Leão                   |
| Vizcodillo         | 2 121        | entre Truchas e Rosinos de la Requejada | Leão e Zamora          |
| Pena Surbia        | 2 116        | entre Encinedo e a Galiza               | Leão e Ourense         |
| El Picón           | 2 079        | Encinedo                                | Leão                   |
| Pico Tuerto        | 2 051        | Ponferrada                              | Leão                   |
| Moncalvo           | 2 044        | Porto de Sanabria                       | Zamora                 |
| Cruz Mayor         | 2 024        | entre Benuza e Castrillo de Cabrera     | Leão                   |
| Meruelas           | 2 021        | Castrillo de Cabrera                    | Leão                   |
| Pico de las Yeguas | 1 893        | Benuza                                  | Leão                   |
| Cerro Becerril     | 1 873        | Ponferrada                              | Leão                   |
| Aquiana            | 1 846        | Ponferrada                              | Leão                   |
| El Tesón           | 1 809        | Ponferrada                              | Leão                   |
| Sextil             | 1 757        | entre Porto de Sanabria e a Galiza      | Zamora e Ourense       |
| Cubisco            | 1 756        | Truchas                                 | Leão                   |
| Sanguiñal          | 1 720        | Luyego                                  | Leão                   |
| Llagarino          | 1 688        | entre Encinedo e Castrillo de Cabrera   | Leão                   |
| Fabero             | 1 680        | Benuza                                  | Leão                   |
| Sixoblanco         | 1 673        | Benuza                                  | Leão                   |
| Peña Negra         | 1 580        | Truchas                                 | Leão                   |
| Alto de Veiga      | 1 573        | Santa Colomba de Somoza                 | Leão                   |
| Redondal           | 1 565        | Molinaseca                              | Leão                   |
| Monte Irago        | 1 528        | Santa Colomba de Somoza                 | Leão                   |